# شکار تبهکار

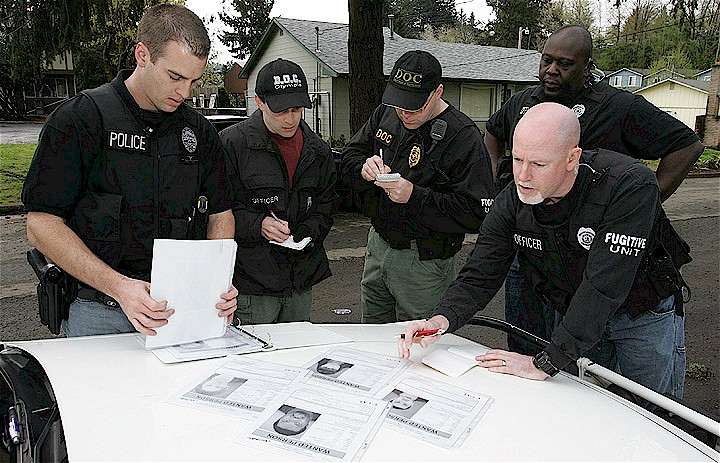
شکار تبهکار در آمریکا

در حوزه اجرای قانون، به تعقیب و گریز و جستجوی گسترده و کامل برای یافتن یک فراری تحت تعقیب و خطرناک اصطلاحاً شکار تَبَهکار گفته می‌شود.
شکار تبهکار شامل استفاده از واحدهای پلیس، فناوری و کمک از سوی مردم است. تعقیب و گریز زمانی انجام می‌شود که مظنون مرتکب جرمی جدی شده و گریخته باشد و گمان برود که در یک منطقه خاص پنهان شده باشد.
معمولاً همه یگان‌های در دسترس پلیس منطقه، در جستجو شرکت می‌کنند و هریک بخشی از مناطق را پوشش می‌دهد. در صورت امکان، مأموران اطراف منطقه را می‌بندند تا راه‌های فرار احتمالی فرد تبهکار جلوگیری کنند.
شکار فرد تبهکار ممکن است یکی از نتایج زیر را داشته باشد:
دستگیری موفق مظنون در محدوده تعقیب و گریز.
مرگ مظنون در منطقه تعقیب.
فرار از منطقه توسط مظنون، و به دنبال آن برنامه‌ریزی سایر نهادهای انتظامی برای جستجوی مظنون در جای دیگر.
کنار گذاشتن جستجو اگر پلیس تشخیص دهد که احتمال گرفتن فرد مظنون حداقل است.
در برخی کشورها، اگر فرد فراری با استفاده از نیروی کشنده در برابر مأموران اجرای قانون مقاومت کند، این مأموران معمولاً مجاز به واکنش متقابل و مشابه هستند.